# 靈蛇愛 (2021年電視劇)
《靈蛇愛》（羅馬化：Mae Bia），為一部改編自瓦尼·查龍基納南同名小說的電視劇。由平·克良格萊薩庫執導，緹莎娜特·索恩素克、甘塔彭·布姆讓拉及卡儂尼·加薩米特諾領銜主演的愛情連續劇。2021年7月27日至2021年9月21日，每週一至二晚間8時30分於泰國第7電視台首播。2021年9月，制作人素帕猜·斯里维吉在个人官方Instagram发布了未播出版本的大结局片段。

## 劇情簡介
已婚男子Chanachol（甘塔彭·布姆讓拉 飾）與喜歡尋歡作樂的迷人女人Mekkala（緹莎娜特·索恩素克 飾）有染。他們對彼此都有愛意，導致這段關係無法阻止。同時，他的妻子Maikaew（卡儂尼·加薩米特諾 飾）試圖阻止這一切，Mekkala家裡的眼鏡蛇也試圖阻止。

## 演員陣容
註：括號內的演員姓名為小名。

### 主要演員
- 緹莎娜特·索恩素克（Now） 飾演 Mekhala
- 甘塔彭·布姆讓拉（S） 飾演 Chanachol
- 卡儂尼·加薩米特諾（Rodmay） 飾演 Maikaew

### 其他演員
- 阿圖·拿瓦拉特（Jinn） 飾演 Annop
- 哉布安·希丁（Jaibua） 飾演 Bussaba
- 彭帕特·阿塔潘亞朋（Pol） 飾演 Parkpoom
- 瓦查拉布恩·黎蘇皖（Note） 飾演 Poj
- 阿梅娜·芘妮（Mo） 飾演 Nina
- 妮查楠·芬考（Fai） 飾演 Wichuda
- 帕塔瑪萬·尼詠（Yui） 飾演 Kosum
- 普塔里·普隆班丹（Wit） 飾演 Rangsan
- 榮·考蒙卡迪（Rong） 飾演 Tim
- 阿提瓦·薩尼翁·那·阿育他亞（Ton） 飾演 Pricha
- 安帕·普實（Aew） 飾演 Thap
- 瓊普努特·皮亞塔瑪猜（Jieb） 飾演 Anong
- 芭塔拉瓦琳·廷袞（英语：Patharawarin Timkul）（May） 飾演 Rungthip
- 暖普朗·特里吉（Tui） 飾演 Napa
- 烏森·普羅明（Teh） 飾演 Tim（青年）
- 通通·摩喬克（Thongthong） 飾演 Khaekhai
- 塔納帕·佔塔頌（Zen） 飾演 Tuan
- 查拉·納·宋卡（Nueng） 飾演 Mai
- 帕查彤·塔娜瓦（Ployphach） 飾演 Nual
- 魯泰帕·帕塔那納帕潘功（Mimi） 飾演 Noi
- 納塔尼·西緹薩曼（Noi） 飾演 Thongsuk
- 韋恩·福爾科納（Wayne） 飾演 Wichian

### 客串演員
- 帕辛·魯昂烏特（A） 飾演 Khom

## 外部連結
- 豆瓣电影上《靈蛇愛2021》的資料 （简体中文）
- MyDramaList上的《靈蛇愛2021 （页面存档备份，存于）》（英文）